# チェストプレス
チェストプレス(chest press)は、ウエイトトレーニングの種目の一つ。大胸筋の筋肥大を促し、筋力を高めることができる。

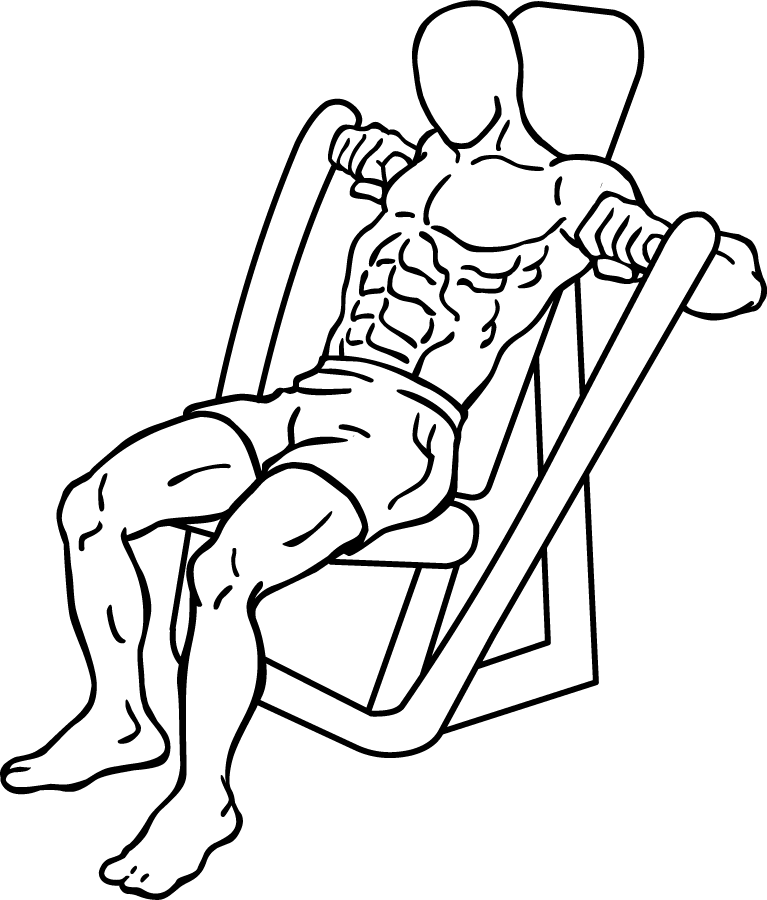
チェストプレス(スタート)

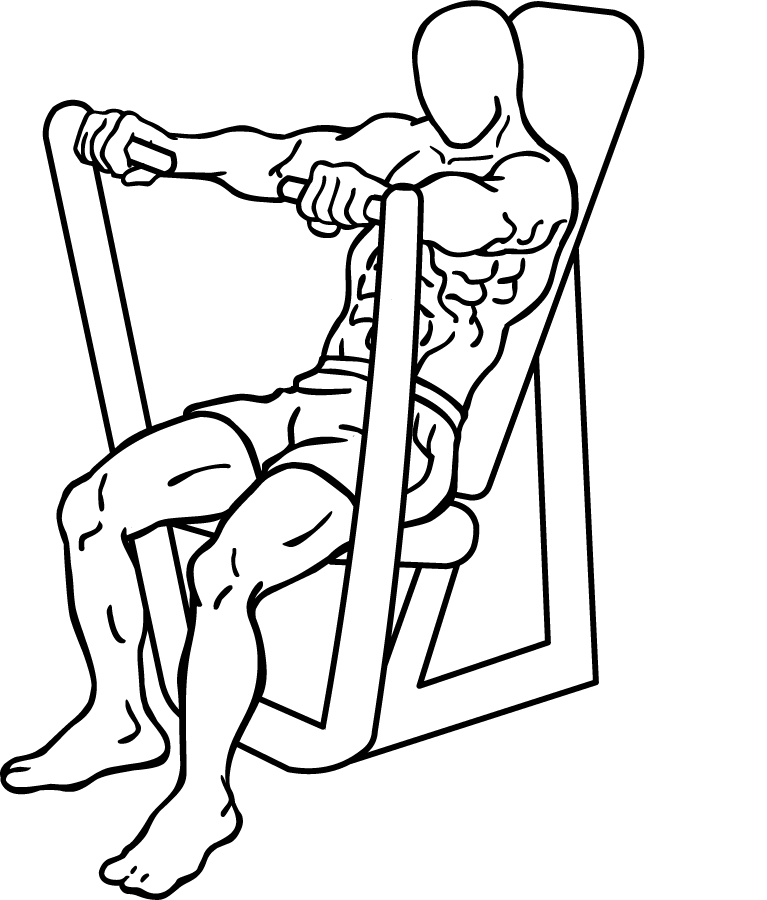
チェストプレス(フィニッシュ)

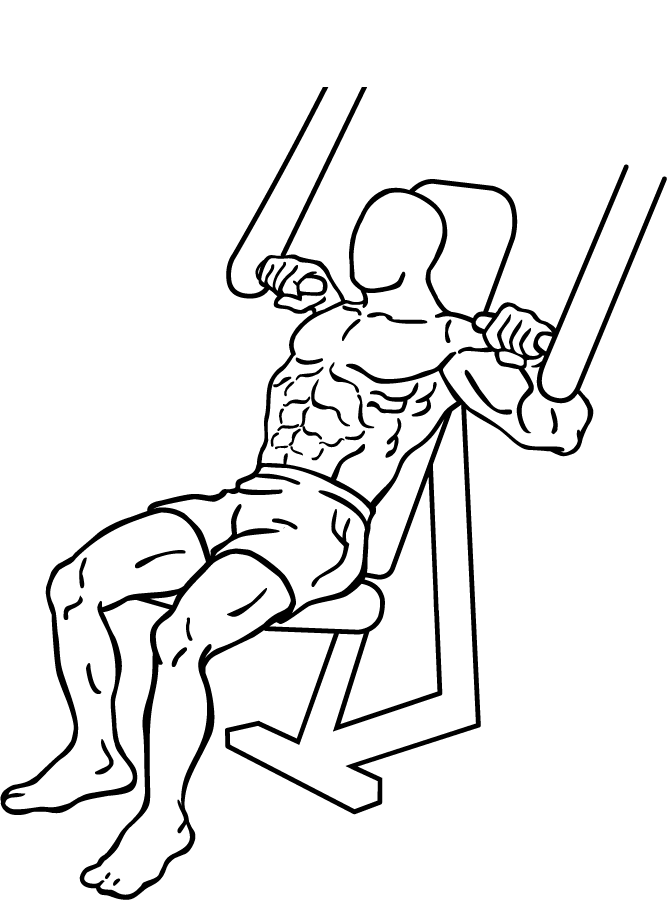
インクライン・チェストプレス(スタート)

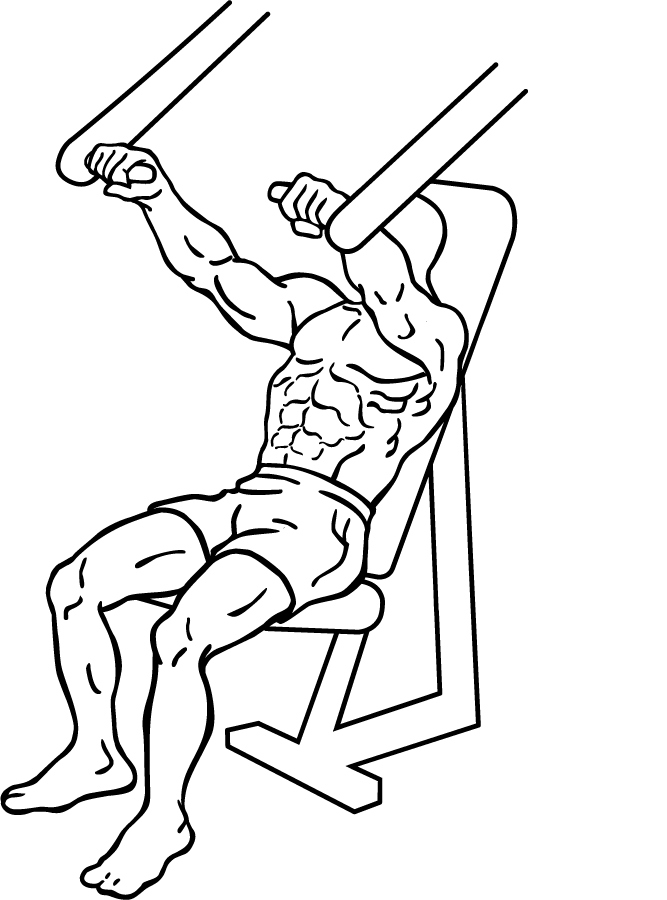
インクライン・チェストプレス(フィニッシュ)

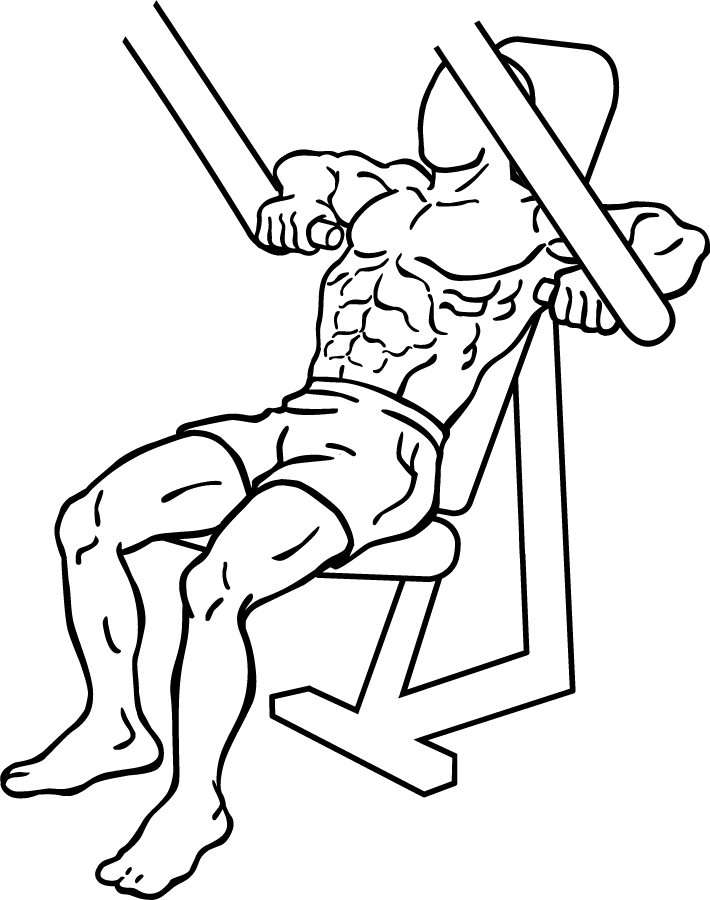
デクライン・チェストプレス(スタート)

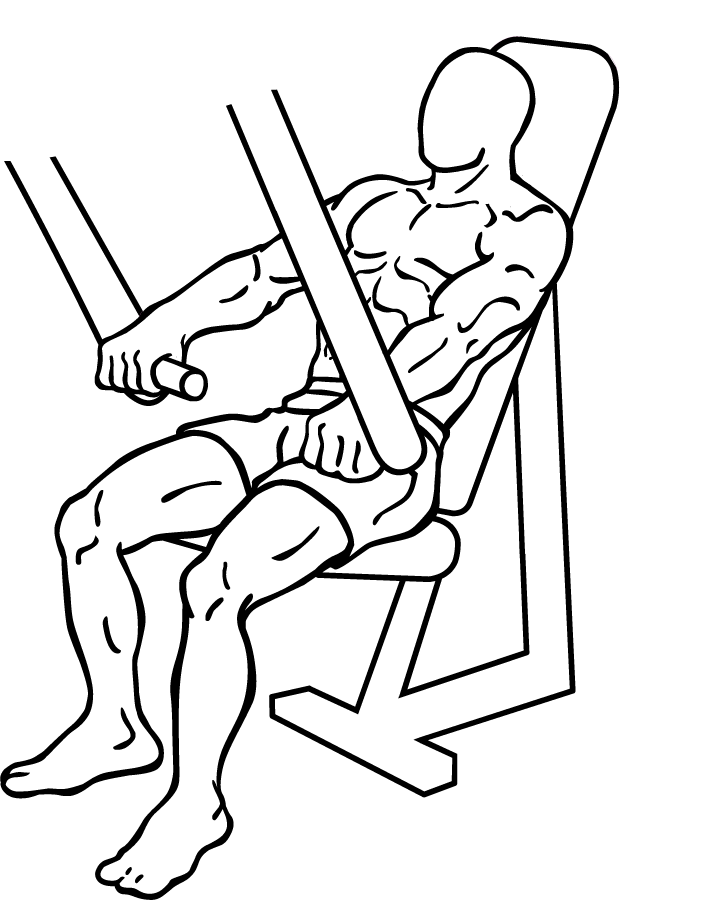
デクライン・チェストプレス(フィニッシュ)

## 具体的動作

### チェストプレス
1. チェストプレスのマシンに深く座り、肘が90度くらいになる手幅でバーを握る。拳の高さが大胸筋下部のあたりになるよう、シートの高さを調節する。
2. 肩を下に落として肩甲骨を後ろに寄せた状態をキープし、息を吐きながらバーを前に押す。
3. 息を吸いながら元の姿勢に戻る。
4. 2~3を繰り返す。

#### ワイドチェストプレス
1. チェストプレスの1と同じであるが通常のチェストプレスよりも手幅を広く構える。
2. 肩を下に落として肩甲骨を後ろに寄せた状態をキープし、息を吐きながらバーを前に押す。
3. 息を吸いながら元の姿勢に戻る。
4. 2~3を繰り返す。

### インクライン・チェストプレス
1. インクライン・チェストプレスのマシンに深く座り、肘が90度くらいになる手幅でバーを握る。拳の高さが大胸筋上部のあたりになるよう、シートの高さを調節する。
2. 肩を下に落として肩甲骨を後ろに寄せた状態をキープし、息を吐きながらバーを前に押す。
3. 息を吸いながら元の姿勢に戻る。
4. 2~3を繰り返す。

### デクライン・チェストプレス
1. デクライン・チェストプレスのマシンに深く座り、肘が90度くらいになる手幅でバーを握る。拳の高さがみぞおちのあたりになるよう、シートの高さを調節する。
2. 肩を下に落として肩甲骨を後ろに寄せた状態をキープし、息を吐きながらバーを前に押す。
3. 息を吸いながら元の姿勢に戻る。
4. 2~3を繰り返す。